# Bogumił Tschech
Friedrich Wilhelm Tschech (ur. 19.9.1780 Klein Kniegnitz – Księginice Małe, gmina Sobótka na Dolnym Śląsku – zm. 31.7.1844 w Raciborzu, wyznania ewangelickiego, syn pastora) – niemiecki inspektor budowlany, projektant wielu budynków użyteczności publicznej.
Zaprojektował m.in.: ratusz z 1826 roku oraz szkołę św. Jadwigi przy Nowym Targu, obecny plac Jana Długosza (1830), czy przebudowę w 1823 roku klasztoru sióstr dominikanek na potrzeby królewskiego ewangelickiego gimnazjum w Raciborzu.
Od 1823 roku realizował projekt Schinkla Wyższego Sądu Krajowego Prowincji Górnośląskiej na ul. Nowej – Oberlandesgericht der Provinz Oberschleisen. W 1824 roku został zwolniony z komitetu budowy sądu za nadużycia. Zaprojektował budynek ratusza na rynku w 1826 roku i budynek szkoły na Nowym Rynku. W 1830 roku przyjęto go do realizacji projektu budowy Sądu Krajowego (Landesgericht) – zbudowano go dopiero w latach 1889–1892.
Brat, Ferdinand Tschech, był inspektorem budowlanym we Wrocławiu (zm. 1831). Jego 7 lat młodszy brat Heinrich Ludwig Tschech był od 1838 do 1841 burmistrzem Storkow w Brandenburgii. 26 lipca 1844 roku w Berlinie próbował zastrzelić króla Prus Fryderyka Wilhelma IV. Zamach się nie udał i Tschecha skazano na śmierć i ścięto w grudniu 1844 roku. Friedrich Wilhelm Tschech w Raciborzu, na wieść o zamachu brata na króla, dostał zawału i zmarł 31 lipca 1844 roku.
Tschech miał imiona Friedrich Wilhelm, a nie Bogumił. Jego ojciec miał imiona Christian Gottlob. Ks. Augustin Weltzel podał błędnie imię Tschecha dając mu drugie imię ojca "Gottlob". W powojennych publikacjach to imię błędnie przetłumaczono na Bogumił. Po niemiecku Bogumił to Gottlieb, a Bogusław to Gottlob.